# Fluoruro de telurio(VI)
El fluoruro de telurio(VI), también conocido como hexafluoruro de telurio, es un compuesto químico. Su fórmula química es TeF6. Contiene telurio en su estado de oxidación +6. También contiene iones de fluoruro. Es el fluoruro de telurio más antiguo que se conoce.

## Propiedades
El fluoruro de telurio(VI) es un gas incoloro. Se condensa a un sólido blanco cuando se hace frío. Tiene muy mal olor. Es muy tóxico. Es similar al hexafluoruro de selenio, aunque es menos volátil (no se evapora tan fácilmente). Reacciona con el agua para producir ácido telúrico y ácido fluorhídrico. Reacciona con telurio a menos de 200 °C (392 °F) para producir tetrafluoruro de telurio.

## Preparación
Se hace reaccionando flúor caliente con telurio. El gas flúor frío produce tetrafluoruro de telurio. También se puede hacer reaccionando flúor con trióxido de telurio. Otra manera de hacerlo es reaccionar tetrafluoruro de selenio y dióxido de telurio para hacer tetrafluoruro de telurio, que se calienta por encima de 200 °C (392 °F) para hacer hexafluoruro de telurio y telurio.